# Pedro Alonso Carrasco
Pedro Alonso Carrasco Gonzáles (*Zorita, 1509 - †Cuzco, ca. 1572) fue un conquistador y encomendero español del Perú.

## Origen
Poseedor de carta de hidalguía, era hijo de Pedro Alonso Carrasco el Mozo y Francisca Gonzáles, la solana. Tuvo por hermano a Florencio Carrasco, quien radicó en Extremadura y, probablemente a Juan Carrasco, quien se avecindó en el Cuzco, allá por 1568.
Sobre esta nota, Pedro Alonso Carrasco nació en 1509. En 1568 él tenía ya 59 años. De esa manera, es muy poco probable que Juan haya sido su hermano. Es más probable que haya sido su hijo. Pedro Alonso falleció en Cuzco en 1572, debe haber vivido ahí la mayor parte del tiempo desde su llegada en 1533.

## Conquistador del Perú
Hacia 1530 pasó a las Indias con Francisco Pizarro, a quien acompañó en todo su tercer viaje hasta San Miguel de Tangarará, donde permanece como parte de la guarnición allí dejada. Una vez capturado Atahualpa (1532), se une a la expedición en Cajamarca y marcha hacia Jauja y el Cuzco. En la Ciudad Imperial, suscribe el acta de fundación española y recibe un solar detrás del de Gonzalo Pizarro, y luego bajo el mando del capitán Hernando de Soto, participa en la expedición contra el general Quisquis.
En 1536, liberado Manco Inca de su prisión por Hernando Pizarro, so pretexto de traer más tesoros, uno de los yanaconas de Carrasco le notifica la intención rebelde del Inca. Con un grupo de jinetes, Hernando Pizarro y Carrasco parten desde el Cuzco a Lares para capturar al fugitivo, pero fracasan en su intento. De inmediato, los incas cercan el Cuzco defendido por indígenas y españoles. La llegada de refuerzos, obliga a Manco levantar el cerco, lo cual permite a Carrasco participar en la toma de Sacsayhuamán y en las guazábaras o enfrentamientos de Chinchero, Canco, Huanacauri y Písac.
Nuevamente bajo el mando de Hernando Pizarro, en 1538 participa en la campaña militar del Collasuyo, luego de la cual permanece un tiempo en la región, hasta sus total "pacificación".